# السعودية في كأس الخليج العربي 1974
تعرضُ هذه المقالة مُشاركة المنتخب السّعُوديّ في كأس الخليج العربي 1974، التي عُقِدَت في الكويت بين 15 مارس و29 مارس 1974.

## الدّور التّمهِيدي

### السّعُودية ضد قطر
| السعودية                | 0-2 | قطر |
| ----------------------- | --- | --- |
| محمد المغنم · محسن بخيت |     |     |

## مَرحلة المجمُوعات

### المجمُوعة
|                          | لَعِبَ | فَازَ | تَعَادَلَ | خَسِرَ | لهُ | عليه | النِّقاط |
| ------------------------ | --- | --- | ----- | --- | -- | ---- | ------ |
| السعودية                 | 2   | 2   | 0     | 0   | 6  | 1    | 4      |
| الإمارات العربية المتحدة | 2   | 1   | 0     | 1   | 4  | 2    | 2      |
| البحرين                  | 2   | 0   | 0     | 2   | 1  | 8    | 0      |

### المُباريات

#### السّعُودية ضد البحرين
| السعودية                                           | 1-4 | البحرين |
| -------------------------------------------------- | --- | ------- |
| سعيد مذكور · علي عسيري · خالد التركي · محمد المغنم |     | حسن علي |

#### السّعُودية ضد الإمارات العربية المُتَّحِدة
| السعودية                 | 0-2 | الإمارات العربية المُتّحِدة |
| ------------------------ | --- | ------------------------ |
| محمد المغنم · سعيد مذكور |     |                          |

## مرحلة خُروج المغلوب

### نصف النهائي

#### السّعُودية ضد قطر
| السعودية                                    | 1-3 | قطر       |
| ------------------------------------------- | --- | --------- |
| ناجي عبد المطلوب · سعيد مذكور · محمد المغنم |     | محمد غانم |

### النهائي

#### السّعُودية ضد الكويت
| الكويت                                        | 0-4 | السّعُودية |
| --------------------------------------------- | --- | -------- |
| فتحي كميل · حمد بوحمد · حمد بوحمد · فتحي كميل |     |          |

## مَرَاجِع
1. ↑  "الموقع الدائم لكأس الخليج العربي". مؤرشف من الأصل في 29 ديسمبر 2017. اطلع عليه بتاريخ 4 فبراير 2018.